# 71.ª División (Ejército Popular de la República)
La 71.ª División fue una de las divisiones del Ejército Popular de la República que se organizaron durante la guerra civil española sobre la base de las Brigadas Mixtas. Llegó a operar en los frentes de Andalucía y Extremadura.

## Historial
La unidad fue creada en septiembre de 1937, en el frente costero de Andalucía. Tenía su cuartel general en Albuñol. Algún tiempo después de su creación la división quedó integrada en el XXIII Cuerpo de Ejército. Posteriormente pasó a formar la reserva del Ejército de Andalucía. En mayo de 1938 efectivos de la división protagonizaron la liberación de más de trescientos presos republicanos del fuerte Carchuna, en la retaguardia franquista. A mediados de agosto de 1938 el mando republicano la envió como refuerzo al frente de Extremadura, al sector defendido por la 29.ª División.

## Mandos
Comandantes
- comandante de infantería Bartolomé Muntané Cirici;[6]
- mayor de milicias Luis Bárzana Bárzana;[7]
- comandante de infantería José Torralba Ordóñez;
- teniente coronel Carlos Cuerda Gutiérrez;[3]

Comisarios
- José Piñeiro Zambrano, de la CNT;[8]

Jefes de Estado Mayor
- capitán de milicias Frumencio Sanmartín López;

## Orden de batalla
| Fecha                | Cuerpo de Ejército adscrito | Brigadas Mixtas integradas | Frente de batalla |
| -------------------- | --------------------------- | -------------------------- | ----------------- |
| Diciembre de 1937    | XXIII Cuerpo de Ejército    | 55.ª y 221.ª               | Andalucía         |
| 30 de abril de 1938  | XXIII Cuerpo de Ejército    | 54.ª, 55.ª y 221.ª         | Andalucía         |
| 16 de agosto de 1938 | VI Cuerpo de Ejército       | 73.ª, 198.ª y 199.ª        | Extremadura       |